# Mali Log
Mali Log este o localitate din comuna Loški potok, Slovenia, cu o populație de 227 de locuitori.